# Caséine alpha s1
La caséine αS1 est une protéine du lait de vache de 199 acides aminés ayant une masse moléculaire de 23 kDa. Elle représente de 34 à 40 % de la masse des caséines de ce lait, c'est-à-dire de 10 à 13 g/L.

## Structure primaire
La séquence en acides aminés de la caséine αS1 a été déterminée en 1971 :
```
RPKHPIKHQG LPQEVLNENL LRFFVAPFPQ VFGKEKVNEL SKDIGSESTE DQAMEDIKQM EAESISSSEE IVPNSVEQKH
1        10         20         30         40         50         60         70         80
IQKEDVPSER YLGYLEQLLR LKKYKVPQLE IVPNSAEERL HSMKEGIHAQ QKEPMIGVNQ ELAYFYPELF RQFYQLDAYP
81       90         100        110        120        130        140        150        160 
SGAWYYVPLG TQYTDAPSFS DIPNPIGSEN SEKTTMPLW
161      170        180        190       199
```

Le variant B, majoritaire, est représenté. Les résidus sérine 46, 48, 64, 66, 67, 68, 75 et 115 sont phosphorylés.
- Le variant A présente une délétion des acides aminés 14 à 26,
- Le variant C voit un remplacement du glutamate 192 par une glycine,
- Pour le variant D, l'alanine 53 est remplacée par une thréonine phosphorylée.
- Enfin le variant E présente deux substitutions : une glycine remplace le glutamate 192 (comme pour le variant C), et une lysine remplace la glutamine 59.

En l'absence de méthionine, la caséine αS1 ne forme pas de ponts disulfure.

## Hydrolyse
L'hydrolyse pepsique de la caséine αS1 libère des peptides opioïdes dénommés exorphines, qui correspondent aux séquences 90-95 et 90-96 (le second étant plus efficace que le premier). La séquence 90-94 est également opioïde et fait partie des casomorphines (α-casomorphine).
L'hydrolyse trypsique libère une séquence, 23-34, qui inhibe l'enzyme de conversion de l'angiotensine et présente donc des propriétés hypotensives. Deux autres fragments peptidiques (23-27 et 194-199) présentent de telles propriétés in vitro, mais qui n'ont pas été démontrées in vivo, possiblement en raison de leur hydrolyse par des peptidases du sang.
L'hydrolyse par la chymosine libère un peptide anti-bactérien, 1-23, baptisé isracidine.